# Isolde Fischer
Isolde Fischer (* 9. Juni 1971 in Stuttgart) ist eine deutsche Schauspielerin.

## Leben
Isolde Fischer wurde in Stuttgart geboren und arbeitete hier zunächst am dortigen Staatstheater, bevor sie an der Ruprecht-Karls-Universität in Heidelberg erfolgreich ihr Studium der Erziehungswissenschaft, Soziologie und Jura absolvierte. Sie besuchte die internationalen Theaterschule für Improvisation in Calgary, wo sie ihr Diplom erhielt, und nahm Unterricht bei internationalen Theaterlehrern in den Bereichen Clownerie, Schauspiel und Improvisation. Sie hatte daraufhin viele Gastspiele bei verschiedenen internationalen Theatergruppen. Im Jahr 1996 war sie eine der Gründerinnen des Improvisationstheaters Drama light in Mannheim und gehört seitdem zum Ensemble, von 1998 bis 2002 war sie außerdem Ensemblemitglied bei Köln comedy.
2001 hatte sie in dem Kurzfilm Die Wurstverkäuferin ihr Filmdebüt und spielte 2003 in dem Kinofilm Wenn der Richtige kommt eine Hauptrolle. Für ihre Darstellung einer Mannheimer Putzfrau in diesem Film erhielt sie auf dem Verona Love Screens Film Festival die Auszeichnung als Beste Schauspielerin. Daraufhin bekam sie wiederholt Rollen in Film und Fernsehen. Bei den meisten Filmen, in denen sie auftrat, führten Stefan Hillebrand und Oliver Paulus Regie.
Isolde Fischer ist als zertifizierte Coachin (seit 2015) und Konfliktberaterin (seit 2017) tätig und unterrichtet unter anderem in Unternehmen, Hochschulen und Organisationen. Sie ist eine der Gründerinnen der Dschungel – Raum für Lebenskunst GmbH & Co. KG, welche in Mannheim maßgeschneiderte Weiterbildungen und Coaching anbietet.
Isolde Fischer wohnt in Mannheim.

## Filmografie
- 2001: Die Wurstverkäuferin
- 2003: Wenn der Richtige kommt
- 2003: Vier Minuten
- 2006: Stille Sehnsucht – Warchild
- 2006: Wir werden uns wiederseh’n
- 2008: Tandoori Love
- 2013: Vielen Dank für Nichts
- 2018: Level Up Your Life